# Pogonomyrmex fossilis
Pogonomyrmex fossilis är en myrart som beskrevs av Carpenter 1930. Pogonomyrmex fossilis ingår i släktet Pogonomyrmex och familjen myror. Inga underarter finns listade i Catalogue of Life.